# Francis De Paep
Franciscus Eugène André Depaep, bekend als Francis De Paep, (Vlissingen, 25 juli 1906 - Oostende, 5 augustus 1991) was een Nederlands/Belgisch bariton.
Hij was zoon van loods/zeeman Andreas Franciscus Eduardus Depaep en Pharailde Verschaeve.
Hij kreeg zijn opleidingen aan de muziekschool van Oostende. Hij zong in opera’s bij gezelschappen in Gent, Brussel, Antwerpen, Amsterdam en Den Haag. Hij had een stem die goed aansloeg binnen het operetterepertoire, vanaf 1950 zong hij dan ook bij het Operettetheater Rubens. Hij was vanaf de late helft van de jaren dertig tot in de jaren zestig regelmatig op de radio te horen bij BRT en Nederlandse omroepen. Niettegenstaande zijn operettestem was hij langdurig verbonden aan de Koninklijk Opera Gent. De Paep leende zijn stem ook wel aan hoorspelen, die uitgezonden werden in Nederland en België. Voorbeelden daarvan zijn Oscar of De wet op de zwaartekracht en Winter in een wolkenkrabber, waarin soms ook zijn levensgezel te horen was.
Hij had een relatie met Victor Vanderputte. Er is een foto van hem in omloop waarop hij samen te zien is met Koen Crucke, Jeannine Hartony, José d’Outry en Stella Borgeljoen.